# Dredd bíró
Dredd bíró (angolul: Judge Joseph Dredd) egy népszerű és híres képregényszereplő. A karaktert John Wagner, Carlos Ezquerra és Pat Mills készítették. Először a brit "2000 AD" magazin 1977. március 5-én megjelent második számában tűnt fel.
Joseph Dredd nevéhez hűen egy bíró. A kitalált Mega-City One városban lakik és tevékenykedik. Érdekesség, hogy Dredd nemcsak bíró, hanem rendőr is. Felszerelése: gumibot, kés, pisztoly. Különleges motorkerékpárral rendelkezik, amely lézert is tud lőni.
Mint minden képregényszereplőnek, Dreddnek vannak barátai és családja, illetve ellenségei is.
A szereplő gyakran előfordul a popkultúrában is, például még a 2006-os Verdák című filmben is elhangzik a neve.
Dredd nagyon híres karakter. Népszerűsége miatt 1995-ben (Dredd bíró) és 2012-ben is készült róla film (Dredd), valamint videojátékok és egy flipperjáték is készült, amit az ő neve fémjelzett.
A karakter nemcsak a "2000 AD"-ben tűnt fel, hanem más képregények is készültek vele.
Dredd a 2000 AD magazin leghosszabb ideig futó figurája.

## Magyarul olvasható
- Neal Barrett Jr.: Dredd bíró; ford. Bárány Boldizsár; InterCom, Bp., 1995
- Judge Dredd. Dredd bíró. Minden birodalom elbukik; szöveg Michael Carroll, ford. Lunczer Gábor; Fumax, Bp., 2019
- Dredd bíró, 1-7.; szöveg Duane Swierczynski, rajz Nelson Daniel, ford. Adorján Balázs; fordítói, Sopron, 2019–2021
  - 1.-3. 2019
  - 4. 13 jelvény; 2020
  - 5. Amerikai halálnem; 2020
  - 6. Fekete lámpás negyed; 2021
  - 7. Hajsza a Megában; 2021
- Judge Dredd. Dredd bíró aktái; ford. Lunczer Gábor; Fumax, Bp., 2020
  - 1. 2099–2101; 2020
- Judge Dredd. Dredd bíró. Eredet; szöveg John Wagner, rajz. Carlos Ezquerra, Kev Walker, ford. Lunczer Gábor; Fumax, Bp., 2021